# Възнесение Господне (Добрушево)
„Възнесение Господне/Христово“ или „Свети Спас“ (на македонска литературна норма: „Вознесение Господово/Христово“, „Свети Спас“) е православна възрожденска църква в битолското село Добрушево, Северна Македония. Църквата е под управлението на Преспанско-Пелагонийската епархия на Македонската православна църква.
Църквата е гробищен храм, разположен в северния край на селото. Издигната е в 1860 година. По време на Първата световна война църквата е разрушена до основи и е възстановена в 1924 година. Обновена е в 60-те и по-късно отново в 90-те години с дарения на изселници от Добрушево.